# Rudzica (województwo dolnośląskie)
Rudzica – wieś w Polsce, położona w województwie dolnośląskim, w powiecie lubańskim, w gminie Siekierczyn. Jest ona położona na dawnym terenie zamieszkałym przez ludność niemiecką.

## Położenie
Rudzica to duża wieś łańcuchowa o długości około 2,5 km, leżąca na Pogórzu Izerskim, na Wysoczyźnie Siekierczyńskiej, na wysokości około 240–270 m n.p.m.

## Podział administracyjny
W latach 1975–1998 miejscowość położona była w województwie jeleniogórskim.

## Zabytki
Do wojewódzkiego rejestru zabytków wpisany jest:
- kościół filialny pw. św. Katarzyny, z XIV-XVIII w.